# Peroksiureidoakrilat/ureidoakrilatna amidohidrolaza
Peroksiureidoakrilat/ureidoakrilatna amidohidrolaza (EC 3.5.1.110, RutB) je enzim sa sistematskim imenom (Z)-3-ureidoakrilat perkiselina amidohidrolaza. Ovaj enzim katalizuje sledeću hemijsku reakciju
(1) ()-3-ureidoakrilatna perkiselina + 2O {\displaystyle \rightleftharpoons } ()-3-peroksiaminoakrilat + 2 + 3 (sveukupna reakcija)
(1a) ()-3-ureidoakrilat perkiselina + 2O {\displaystyle \rightleftharpoons } ()-3-peroksiaminoakrilat + karbamat
(1b) karbamat {\displaystyle \rightleftharpoons } 2 + 3 (spontana reakcija)
(2) ()-2-metilureidoakrilatna perkiselina + 2O {\displaystyle \rightleftharpoons } (Z)-2-metilperoksiaminoakrilat + 2 + 3 (sveukupna reakcija)
(2a) ()-2-metilureidoakrilatna perkiselina +2O {\displaystyle \rightleftharpoons } (Z)-2-metilperoksiaminoakrilat + karbamat
(2b) karbamat {\displaystyle \rightleftharpoons } 2 + 3 (spontana reakcija)
Ovaj enzim takođe deluje na ureidoakrilat.

## Literatura
- Nicholas C. Price; Lewis Stevens (1999). Fundamentals of Enzymology: The Cell and Molecular Biology of Catalytic Proteins (Third изд.). USA: Oxford University Press. ISBN 019850229X.
- Eric J. Toone (2006). Advances in Enzymology and Related Areas of Molecular Biology, Protein Evolution (Volume 75 изд.). Wiley-Interscience. ISBN 0471205036.
- Branden C; Tooze J. Introduction to Protein Structure. New York, NY: Garland Publishing. ISBN 0-8153-2305-0.
- Irwin H. Segel. Enzyme Kinetics: Behavior and Analysis of Rapid Equilibrium and Steady-State Enzyme Systems (Book 44 изд.). Wiley Classics Library. ISBN 0471303097.
- William P. Jencks (1987). Catalysis in Chemistry and Enzymology. Dover Publications. ISBN 0486654605.

## Spoljašnje veze
- Peroxyureidoacrylate/ureidoacrylate+amidohydrolase на 